# 43-я гвардейская танковая бригада
43-я отдельная гвардейская тяжёлая танковая бригада, воинское подразделение Вооружённых Сил СССР в Великой Отечественной войне.
Сформирована 10.04.1943 года путём преобразования 145-й отдельной танковой бригады
В декабре 1944 г. бригада переводится на новый штат и получает название 43-й отдельной тяжёлой танковой бригады
В действующей армии с 10.04.1943 по 18.10.1944 и с 28.12.1944 по 09.05.1945 года.
В рамках Орловской стратегической наступательной операции участвовала в Болховской операции, начав наступление 12.07.1943 года в полосе наступления 11-й гвардейской стрелковой дивизии по занятии последней первых линий обороны противника. Была введена в бой совместно со стрелковым батальоном 26-й гвардейской стрелковой дивизии с рубежа безымянной высоты 1,2 км восточнее Починок в направлении Отвершек, высота 242,8, реки Фомина, северной окраины Речицы с ближайшей задачей овладеть высотами южнее реки Фомина и удерживать их до подхода своих частей. В дальнейшем бригаде было приказано наступать на Дурнево. 13.07.1943 года частью сил по оврагам обошла Старицу с востока и, перерезав дорогу на Ульяново, ударом с юго-востока ворвалась в Старицу и к 13 часам овладела ею.
Отведена в резерв фронта, с 10.08.1943 года участвует в Смоленской стратегической наступательной операции на Спас-Деменском направлении, наступая севернее Кирова, к 20.08.1943 года вышла на рубеж Церковщина, Гуриков, Мал. Савки.
В ходе Белорусской стратегической наступательной операции участвовала в Могилёвской наступательной операции, отличилась при освобождении Могилёва.
В дальнейшем участвовала в боях в Восточной Пруссии, штурме Кёнигсберга.

## Полное название
- 43-я отдельная гвардейская танковая Верхнеднепровская Краснознамённая бригада

С декабря 1944 года
- 43-я отдельная гвардейская тяжёлая танковая Верхнеднепровская Краснознамённая бригада

## Подчинение
- Западный фронт, 11-я гвардейская армия — на 01.07.1943 года
- Западный фронт, 11-я гвардейская армия, придана 8-й гвардейский стрелковый корпус — на 12.07.1943 года
- Западный фронт, 11-я гвардейская армия, придана 36-й гвардейский стрелковый корпус — на 14.07.1943 года
- Западный фронт, 10-я армия — на начало августа 1943 года
- Западный фронт, 33-я армия — на 01.10.1943 года
- Западный фронт, фронтовое подчинение — на 01.01.1944 года
- Западный фронт, 33-я армия — на 01.04.1944 года
- 2-й Белорусский фронт, фронтовое подчинение — на 01.07.1944 года (придана 70-му стрелковому корпусу)
- 3-й Белорусский фронт, фронтовое подчинение — на 01.01.1945 года
- 3-й Белорусский фронт, Земландская группа войск, подчинение группе — на 01.04.1945 года.

## Состав
- Управление бригады
- Рота управления
- Разведывательная рота
- 124-й гвардейский танковый батальон
- 66-й гвардейский танковый батальон
- Мотострелково-пулемётный батальон
- Противотанковый дивизион
- Зенитный дивизион
- Автотранспортная рота
- Ремонтная рота
- Санитарный взвод

С декабря 1944 года
- Управление бригадой
- Рота управления
- Разведывательная рота
- 100-й гвардейский тяжёлый танковый полк
- 101-й гвардейский тяжёлый танковый полк
- Моторизованный батальон автоматчиков
- Рота технического обеспечения
- Зенитно-пулемётная рота
- Медсанвзвод

## Укомплектованность
- на 12.07.1943 года — 1155 человек, 360 винтовок, 271 пистолет-пулемётов, 20 ручных пулемётов, 4 станковых пулемёта, 23 противотанковых ружья, 19 лёгких танков (Т-60 и Т-70), 16 Т-34, 7 КВ-1 и КВ-1с, 6 82-мм миномётов, 4 76-мм орудий ЗИС-3
- на 12.01.1945 года — 65 танков и САУ, в том числе: 44 ИС-2, 21 ИСУ-152.

## Командиры
- Лукашев Михаил Павлович (10.04.1943-30.11.1944), подполковник, с 11.07.1943 полковник
- Тимченко Григорий Александрович (01.12.1944-09.05.1945), полковник

## Награды и наименования
- 28.06.1944 — присвоено почётное наименование «Верхнеднепровская»
- 10.07.1944 — награждена Орденом Красного Знамени

## Внешние ссылки
- Справочник
- Прорыв обороны противника 8-м гвардейским стрелковым корпусом 11-й гвардейской армии Западного фронта в Болховской операции (июль 1943 г.) (недоступная ссылка)
- 43-я гвардейская танковая бригада на сайте Танковый фронт